# Gopi Krishna Vijayvargiya
Gopi Krishna Vijayvargiya (abweichende Namensschreibweisen: Gopikrishna Vijaivargiya und Gopikrishnan Vijayavargiya; * Januar 1905; † 1984) war ein indischer Politiker des Indischen Nationalkongresses (INC), der von 1949 bis 1950 Chief Minister von Madhya Bharat war. Er war zudem zwischen 1954 und 1966 Mitglied der Rajya Sabha, des Oberhauses des Parlaments (Bhāratīya Sansad).

## Leben
Gopi Krishna Vijayvargiya, Sohn von Balmukund Vijaivargiya, war 1938 sowie erneut zwischen 1941 und 1943 Präsident des Indischen Nationalkongresses (INC) des Fürstenstaates Gwalior. Er war für den INC zwischen 1947 und 1950 Mitglied der Verfassunggebenden Versammlung und zugleich 1948 Mitglied des Parlaments (Legislature) und ferner Handelsminister des Fürstenstaates Gwalior. Danach war er zwischen 1948 und 1950 Mitglied des Parlaments des damaligen Bundesstaates Madhya Bharat, der am 28. Mai 1948 durch den Zusammenschluss von 25 Fürsten entstanden war, die bisher der Central India Agency in Britisch-Indien unterstanden hatten und die sich nun Indien anschlossen. Als Nachfolger von Liladhar Joshi wurde er im Mai 1949 Chief Minister von Madhya Bharat und bekleidete dieses Amt bis zum 17. Oktober 1950, woraufhin Takhatmal Jain seine Nachfolge antrat. Er war zudem 1949 sowie erneut zwischen 1951 und 1952 Vorsitzender der Kongresspartei in Madhya Bharat.
Am 3. April 1954 wurde er erstmals Mitglied der Rajya Sabha, des Oberhauses des Parlaments (Bhāratīya Sansad), und gehörte dieser nach seiner Wiederwahl am 3. April 1960 als Vertreter des Bundesstaates Madhya Pradesh bis zum 2. April 1966 an.